# Os Ossos do Barão (1973)
Os Ossos do Barão é uma telenovela brasileira produzida e exibida pela TV Globo de 08 de outubro de 1973 a 31 de março de 1974, em 120 capítulos. Substituiu O Bem-Amado e foi substituída por O Espigão, sendo a 18ª "novela das dez" exibida pela emissora.
Escrita por Jorge Andrade e dirigida por Régis Cardoso, contou com Paulo Gracindo, José Wilker, Dina Sfat, Leonardo Villar, Lima Duarte e Renata Sorrah nos papéis principais.

## Trama
Egisto Ghirotto (Lima Duarte), um descendente de italianos, foi criado como empregado na fazenda do Barão de Jaraguá. Acabou fazendo fortuna durante a Revolução Industrial, em São Paulo, diferente do ocorrido com as famílias tradicionais locais, que empobreceram devido à queda do comércio cafeeiro. Ele tem tudo que pertencera ao barão, inclusive seus ossos, que adquirira ao comprar a urna funerária deste. Apesar de ter tudo, ele não está feliz, pois, em sua inveja, sonha em adquirir um título de nobreza. Mas pensa que isso só poderá ser alcançado se o o seu filho Martino (José Wilker) casar com Isabel (Dina Sfat), a bisneta do barão. Mas ele desconhecia o fato dos títulos serem pessoais e terem sido outorgados pelo imperador a pessoas de elevada colaboração pessoal, como construção de hospitais, catedrais, estradas de ferro, escolas e outras importantes benfeitorias ao país.
Entre os aristocratas, os mais conservadores, como Antenor (Paulo Gracindo), o filho do barão, vivem de lembranças e de aparências, e os mais jovens tentam adaptar-se à nova realidade. A situação acaba causando conflitos, especialmente entre pais e filhos.

## Elenco
| Interprete           | Personagem                                        |
| -------------------- | ------------------------------------------------- |
| Paulo Gracindo       | Antenor Camargo Parente de Rendon Pompeo e Taques |
| Lima Duarte          | Egisto Ghirotto (Fernão Dias)                     |
| José Wilker          | Martino Ghirotto                                  |
| Dina Sfat            | Isabel                                            |
| Carmem Silva         | Melica (Amélia)                                   |
| Lélia Abramo         | Bianca                                            |
| Leonardo Villar      | Miguel                                            |
| Maria Luiza Castelli | Verônica                                          |
| Edney Giovenazzi     | Vicente                                           |
| Bibi Vogel           | Lavínia                                           |
| José Augusto Branco  | Luigi                                             |
| Renata Sorrah        | Lourdes Camargo Parente                           |
| Sandra Bréa          | Zilda                                             |
| Gracindo Júnior      | Omar                                              |
| Neuza Amaral         | Maria Clara                                       |
| Elza Gomes           | Ismália                                           |
| Ruth de Souza        | Elisa                                             |
| Paulo Gonçalves      | Carlino                                           |
| Rachel Martins       | Rosa                                              |
| Henriqueta Brieba    | Lucrécia                                          |
| Suzy Kirbi           | Clélia                                            |
| Antônio Petrin       | Sebastião                                         |
| Chica Xavier         | Senhorinha                                        |
| Antônio Pitanga      | Misael                                            |
| Jacyra Silva         | Doralice                                          |
| Léa Garcia           | Marlene                                           |
| João Carlos Barroso  | Ricardo                                           |
| Tamara Taxman        | Laura                                             |
| Jorge Botelho        | Rubens                                            |
| Monique Lafond       | Gláucia                                           |
| Amelin Fiani         | Carolina                                          |
| Ivan de Almeida      | Quim                                              |
| Jorge Coutinho       | José                                              |
| Jackson de Souza     | Batista                                           |

### Participações especiais
| Interprete          | Personagem       |  |
| ------------------- | ---------------- |  |
| Otávio Augusto      | Manfredo         |  |
| Thelmo de Avelar    | Delator          |  |
| Glória Pires        | Bianca (criança) |  |
| Abel Pêra           | Louco            |  |
| Clementino Kelé     | Operário         |  |
| Fábio Mássimo       | Egisto (criança) |  |
| Fernando José       | Amadeu           |  |
| Grande Otelo        | Bêbado           |  |
| Lisa Negri          | Magali           |  |
| Luís Magnelli       | Corretor         |  |
| Manfredo Colassanti | Pai de Egisto    |  |

## Exibição
A telenovela originalmente foi exibida na TV Globo Rio de Janeiro de 08 de Outubro de 1973 a 31 de Março de 1974, enquanto na emissora de São Paulo os capítulos foram ao ar de 10 de Outubro de 1973 a 31 de Março de 1974.
Todos os capítulos de Os Ossos do Barão foram perdidos no incêndio ocorrido nos estúdios da TV Globo no Rio de Janeiro, em 1976, restando apenas chamadas de estreia, fotos de bastidores e uma pequena cena da novela extraída do especial TV Ano 25 exibido em 1975 pela TV Globo.[carece de fontes?]

## Trilha sonora

### Os Ossos do Barão
Os Ossos do Barão é a trilha sonora da telenovela brasileira homônima exibida pela TV Globo, lançada em LP e K7 pela gravadora Som Livre (a divisão fonográfica da SIGLA) em outubro de 1973, conta com coordenação geral de João Araújo, produção musical de Eustáquio Sena e arranjos de Waltel Branco, contendo as canções compostas exclusivamente pelos irmãos Marcos e Paulo Sérgio Valle, e cantados por intérpretes por Djavan, Djalma Dias, Betinho, Marcio Lott, Eustáquio Sena, Marcos Valle, Cláudia Regina, Bibi Vogel (a atriz mencionado a cantora), Coral Som Livre e Trama, além do barítono Paulo Fortes que canta em italiano interpreta uma ária napolitana tradicional, que tocaram nas cenas da telenovela, evocando temas como o tradição familiar, ascensão social, preconceito racial, conflito de gerações e a transição do Brasil aristocrático rural para o industrial urbano e os dilemas da identidade imigrante e da luta por aceitação social da trama.

### Lista de faixas
| Lado A |                                        |                                                              |                |         |  |
| N.º    | Título                                 | Compositor(es)                                               | Intérprete(s)  | Duração |  |
| 1.     | "Qual É" (Tema de Lourdes e Luigi)     | Marcos Valle Paulo Sérgio Valle                              | Djavan         | 2:18    |  |
| 2.     | "Meu Velho Pai" (Tema de Miguel)       | Marcos Valle Paulo Sérgio Valle                              | Djalma Dias    | 2:47    |  |
| 3.     | "Chega de Enganar a Nega"              | Marcos Valle Paulo Sérgio Valle                              | Betinho        | 2:56    |  |
| 4.     | "Tenha Juizo"                          | Marcos Valle Paulo Sérgio Valle                              | Márcio Lott    | 3:01    |  |
| 5.     | "E Tem Mais"                           | Marcos Valle Paulo Sérgio Valle Eustáquio Sena Waltel Branco | Eustáquio Sena | 5:46    |  |
| 6.     | "Os Ossos do Barão" (Tema de abertura) | Marcos Valle Paulo Sérgio Valle                              | Marcos Valle   | 2:12    |  |

| Lado B |                                       |                                 |                 |         |  |
| N.º    | Título                                | Compositor(es)                  | Intérprete(s)   | Duração |  |
| 7.     | "Tango"                               | Marcos Valle Paulo Sérgio Valle | Cláudia Regina  | 2:48    |  |
| 8.     | "Mundo em Festa" (Tema da Lavínia)    | Marcos Valle Paulo Sérgio Valle | Bibi Vogel      | 2:32    |  |
| 9.     | "Ebó, Exu"                            | Marcos Valle Paulo Sérgio Valle | Coral Som Livre | 2:02    |  |
| 10.    | "Cafezinho"                           | Marcos Valle Paulo Sérgio Valle | Trama           | 1:24    |  |
| 11.    | "Canto da Sereia"                     | Marcos Valle Paulo Sérgio Valle | Cláudia Regina  | 3:08    |  |
| 12.    | "Tu, Ca Non Chiagne" (Tema de Egisto) | E. de Curtis Bovio              | Paulo Fortes    | 2:45    |  |

### Os Ossos do Barão – Internacional
Os Ossos do Barão – Internacional é a segunda trilha sonora da telenovela brasileira homônima exibida pela TV Globo, lançada em LP e K7 pela gravadora Som Livre (a divisão fonográfica da SIGLA) em fevereiro de 1974, com distribuição pela RCA.
O álbum reuniu músicas cantadas em italiano e inglês, interpretadas por artistas como a dupla pop italiana Wess & Dori Ghezzi, a banda americana Kool & The Gang, o cantor britânico Tony Gifford, o cantor soul americano Reuben Howell, o cantor brasileiro Chrystian (que canta em inglês na faixa "No Broken Heart"), o grupo de Philadelphia soul americano The Stylistics, Stevie Wonder, o brasileiro Dave Maclean (que canta em inglês na faixa "Me and You"), o cantor italiano Tony Cucchiara e o cantor americano Joe Russel, álem das músicas instrumentais feitas por compositores como o americano Barry White e sua orquestra Love Unlimited Orchestra, o músico camaronês e saxofonista Manu Dibango, o músico suíço Alain Patrick e a Free Sound Orchestra (também conhecida como Orquestra Som Livre). As músicas internacionais que tocaram nas cenas da telenovela e evocam temas como os dilemas e as paixões nos relacionamentos, a modernidade e a influência cultural estrangeira presente na sociedade da época, e a atmosfera de glamour e aspiração social que permeava a trama.

### Lista de faixas
| Lado A |                             |                              |                                        |         |  |
| N.º    | Título                      | Compositor(es)               | Intérprete(s)                          | Duração |  |
| 1.     | "Tu Nella Mia Vita"         | Lubiak Arfemo                | Wess & Dori Ghezzi                     | 3:24    |  |
| 2.     | "Love's Theme"              | Barry White                  | Barry White & Love Unlimited Orchestra | 4:05    |  |
| 3.     | "Jungle Boogie"             | Ronald Bell Kool & The Gang  | Kool & The Gang                        | 3:05    |  |
| 4.     | "Gaye"                      | Ward                         | Tony Culliford                         | 3:06    |  |
| 5.     | "New Ball (Hard Pulsation)" | M. Dibango                   | Manu Dibango                           | 3:31    |  |
| 6.     | "When a Man Loves a Woman"  | Calvin Lewis Andrew Wright   | Reuben Howell                          | 2:55    |  |
| 7.     | "No Broken Heart"           | M. Davis P. Bryan D. Edwards | Chrystian                              | 2:43    |  |

| Lado B |                                 |                          |                      |         |  |
| N.º    | Título                          | Compositor(es)           | Intérprete(s)        | Duração |  |
| 8.     | "You Make Me Feel Brand New"    | T. Bell L. Creed         | The Stylistics       | 5:24    |  |
| 9.     | "Don't You Worry 'Bout a Thing" | S. Wonder                | Stevie Wonder        | 2:21    |  |
| 10.    | "Me and You"                    | J. Burn's Joe D. MacLean | Dave MacLean         | 3:42    |  |
| 11.    | "Matinade"                      | Tony D'Adario            | Alain Patrick        | 2:25    |  |
| 12.    | "Dormi Amore Mio"               | T. Cucchiara             | Tony Cucchiara       | 3:18    |  |
| 13.    | "Forgotten Tears"               | A. Faye M. Antony        | Free Sound Orchestra | 2:38    |  |
| 14.    | "People Try"                    | Joe Russel               | Joe Russel           | 2:43    |  |